# Leschenaultia hospita
Leschenaultia hospita là một loài ruồi trong họ Tachinidae.